# Emmy von Winterfeld-Warnow

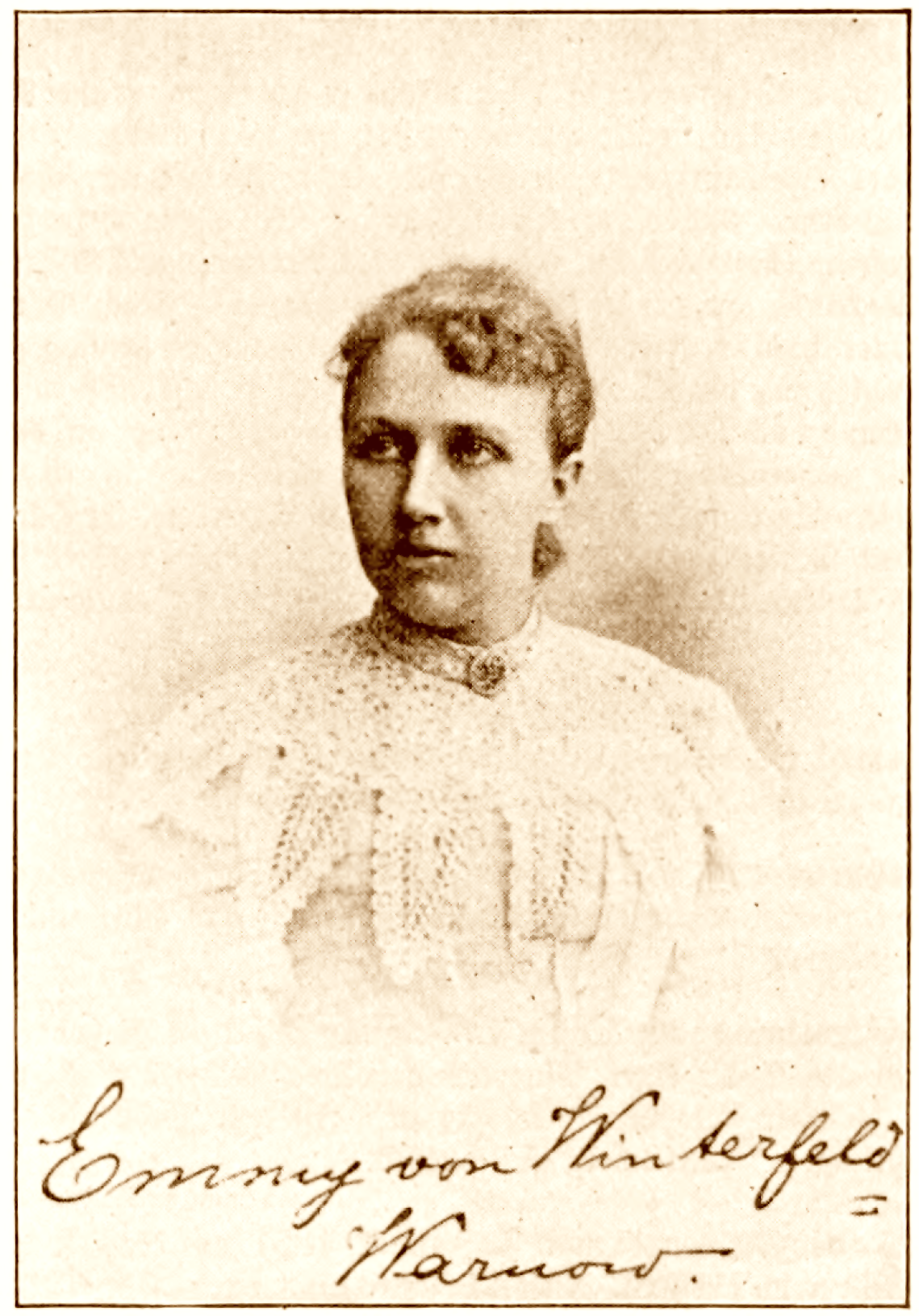
Fotografie vor 1897

Emmy von Winterfeld (* 24. Oktober 1861 in Bremen; † 29. November 1937 in Eberswalde) war eine deutsche Schriftstellerin. Sie schrieb unter dem Pseudonym E. v. Warnow, später Emmy von Winterfeld-Warnow.

## Biografie
Emmy entstammt einer Bremer Patrizierfamilie und war die Tochter des Bremer Rechtsanwaltes Karl Theodor Oelrichs (1804–1871) und seiner Ehefrau Caroline, geb. Buch (1823–1891).
Da sie ihren Vater zeitig verlor, nahm der Bruder ihrer Mutter großen Einfluss auf ihre geistige Entwicklung. Die Mutter hielt sie eher zu praktischen Tätigkeiten an, wie es zu der damaligen Zeit für Mädchen üblich war. Emmy absolvierte die Höhere Töchterschule in Bremen, kam danach ein Jahr in Pension nach Darmstadt, ehe sie in Begleitung ihrer Mutter viele Reisen unternahm.
Im August 1888 heiratete sie Hans von Winterfeld (1858–1918). Der aus märkischem Uradel stammende Rittergutsbesitzer besaß die Güter Neuhof bei Naugard in Pommern und Warnow. Sie lebte nach der Eheschließung dort mit den beiden gemeinsamen Kindern. Ab 1890 veröffentlichte sie Erzählungen und Gedichte, zu Beginn noch unter dem Pseudonym E. v. Warnow. Ihr erster Roman Deutsche Frauen in schwerer Zeit erschien 1901. Kurd Schulz urteilte darüber, es handele sich eher um eine anspruchslose Unterhaltungsliteratur, die interessant im historischen Detail, jedoch in der Gestaltung der Menschen und der Zeit recht unzulänglich gewesen sei. Neben Frauenromanen, welche sie auch in Zeitungen veröffentlichte, verfasste sie Dramen, Balladen und beliebte Jugendbücher. Für ihr Theaterstück Der Schimmelreiter erhielt sie den Preis der deutschen Heimatspiele.
Nach ihren eigenen Angaben war ihr Wahlspruch: Fest im Glauben, froh im Hoffen, Treu im Lieben. Um eine Selbsteinschätzung gebeten zitierte sie einen Satz aus ihrem Werk Die Frau Kastellanin: „Die Musik mit ihrer Gewalt regte seine Seele stets in ihren Tiefen auf, machte alle seine Pulse schlagen, die Poesie aber pflegte ihn immer zu beruhigen; und besonders wenn er das, was er empfand, in Versen ausgesprochen hatte, war es ihm, als habe er damit alles von sich getan, was ihn erregte.“
Sie lebte und arbeitete in Freyenstein (Landkreis Ostprignitz-Ruppin) und später in Eberswalde, wo sie auch verstarb.

## Veröffentlichungen
- Ihre Wälder, Erzählung, 1890
- Bogdana. Ein Sang aus Lithauens Vergangenheit, 1891
- Nur Deutsch!, Humoreske, Ausgabe 6 von Bibliothek kleiner Novellen und Erzählungen von Dichtern und Schriftstellern der Gegenwart, 1895
- Mein Lied, Gedichte, 1899
- Deutsche Frauen in schwerer Zeit: Roman aus den Jahren 1806–1812 nach alten Familienpapieren und Überlieferungen, Roman, Otto Janke, 1901
- Moderne Jugend, Roman, O. Janke 1902
- Aus alten Schlössern, Harmlose Geschichten aus Geschichten aus Urgroßmutters Zeiten, O. Janke 1903
- Die wunderbare Uhr, Erzählung, 1905
- Frau Kastellanin, Roman, Globus 1906
- Der verkannte Raubmörder, 1907
- In der Pulvermühle: Buchheide-Märchen, Ausgabe 2 von Pommersche Volksbücher, Prange, 1908
- Ferdinand von Schill: Erinnerungsbild an seine Kämpfe im Jahre 1807 in 4 Akten mit einem Vorspiel, Drama, G. Kleine 1907
- Fürstin Mechtilde von Werle, 1910
- Des Mönches Fluch, Eine Erzählung aus Chorins Glanzzeit Erzählung, Poeten-Verlag 1910[4]
- Die Blinde, Roman, J. P. Bachem Köln 1913 (1911 als Fortsetzungsroman in der Kölnischen Volkszeitung veröffentlicht)
- Der Kaiser rief!: Kriegslieder und Gedichte, 1914
- Das blühende Dorf: Eine Dorfgeschichte, Ausgaben 32–33 von Goldener Novellenschatz, Turm-Verlag, 1916
- Das Schokoladenmädchen, Drama in drei Akten, Poeten-Verlag 1920
- Ilse von Beneckendorf, Ein Roman aus der Familiengeschichte Hindenburgs, Poeten-Verlag 1920
- Ein geprüftes Herz: Novelle Ausgabe 27 von Rothbarths Novellenbücher, F. Rothbarth 1923
- Strandkorb Nr. 86, Erzählung, Band 48 von Rothbarths Taschenbücher, Fr. Rothbarth, 1925
- Uhlenkrug, Roman, Sonnemann-Verlag 1925
- Die singende Geige, Novellen, Sonnemann Halle (Saale) 1926
- Das Sticktüchlein der Renette Holle, Alt-Bremer Roman, Band 95 von Ensslins Romane, Ensslin & Laiblin 1926
- Nachbarskinder, Erzählung für junge Mädchen, Ensslin & Laiblin, 1927
- Towe, die Taube von Rügen, Roman, Band 112 von Ensslins Romane, Ensslin & Laiblin, 1928
- Unter Arabiens Sonne: Nach den Erlebnissen des Flugzeugführers Kurt Blume, Ensslin & Laiblin, 1929
- Carola im Ulmenhaus, Erzählung für junge Mädchen, Meidinger, 1932
- Bei Tante Charlotte: Ein Jahr aus dem Leben eines jungen Mädchens, Meidinger, 1932
- Der Erbe von Raschkowitz, Roman, Frigga-Verlag 1934